# キキ・ホーカンソン
キキ・ホーカンソン（典: Kerstin "Kiki" Håkansson、1929年6月17日 - 2024年11月4日）は、スウェーデンのファッションモデル。ミス・ワールド1951優勝。

## 経歴
1929年6月17日、ストックホルム県ストックホルム市ヤーコプス教区に生まれる。父はGösta Håkansson（1898年 – 1954年)。母はEmma Karolina Håkansson（旧姓Nilsson。1900年 – 1958年）。
写真家兼ファッションモデルとして活動していた1951年、Festival of Britainの一環として開かれたFestival Bikini Contest（ミス・ワールド1951）で優勝。この大会は後にミス・ワールドと呼ばれることとなる。
1952年、ノルウェーの土木技師Ole Hartner（1917年 – 2005年）と結婚。ノルウェーに移る。
イタリアでの映画契約とアメリカでのモデル契約を断り、Comité français de l'éléganceに所属してヨーロッパでモデルのキャリアを積む。この間、フランスのオートクチュール縫製を学び、いくつかのミスコンで審査員を務めた。
ヨーロッパ留学中に出会ったアメリカ人彫刻家のダラス・アンダーソン（Dallas Anderson）と結婚。コペンハーゲンで9年間過ごした後、二人はアメリカに移る。ホーカンソンはモデル業を引退し、アンダーソンはブリガム・ヤング大学の教員となる。3人の子供を儲けた。
2024年11月4日、カリフォルニア州の自宅で死去。95歳没。